# Liste de races ovines du Royaume-Uni
Liste des principales races de moutons (Ovis aries) originaires du Royaume-Uni :

## Angleterre
| Nom                                                                                              | Région d'origine                            | Utilisations                         | Toison                                     | Poids         | Taille     | Image | Observations                                                   | Sources |
| ------------------------------------------------------------------------------------------------ | ------------------------------------------- | ------------------------------------ | ------------------------------------------ | ------------- | ---------- | ----- | -------------------------------------------------------------- | ------- |
| Bluefaced Leicester (en)                                                                         | Leicestershire                              | viande, laine                        | blanche                                    | 89 à 110 kg   | 85 à 90 cm |       |                                                                | [ 1 ]   |
| Border Leicester (en)                                                                            | Northumberland                              | laine, viande                        | blanche                                    | 90 à 175 kg   |            |       |                                                                | [ 2 ]   |
| British Milksheep (en)                                                                           | Wiltshire, Northumberland                   | lait                                 |                                            | 79 à 103 kg   |            |       |                                                                | [ 3 ]   |
| Cheviot                                                                                          | Monts Cheviot                               | laine, viande                        | blanche                                    | 50 à 90 kg    |            |       |                                                                | [ 4 ]   |
| Clun Forest                                                                                      | Shropshire                                  | lait, laine, viande                  | blanche, tête et pattes brun sombre        | 55 à 80 kg    |            |       |                                                                | [ 5 ]   |
| Cotswold                                                                                         | ouest de l'Angleterre                       | laine, viande                        | blanche                                    | 80 à 117 kg   | 75 à 80 cm |       | Race rare                                                      | [ 6 ]   |
| Dalesbred                                                                                        | Yorkshire Dales, Lancashire                 | laine, viande                        | blanche et tête noire                      | 45 à 75 kg    |            |       |                                                                | [ 7 ]   |
| Derbyshire Gritstone (en)                                                                        | Derbyshire, Cheshire, Yorkshire, Lancashire | viande                               | blanche, tête et pattes blanche et noire   | 55 à 100 kg   |            |       | l'une des plus anciennes races de Grande-Bretagne              | [ 8 ]   |
| Devon Closewool (en)                                                                             | Exmoor, Devon                               | viande                               | blanche                                    | 55 à 90 kg    |            |       |                                                                | [ 9 ]   |
| Devon Longwoolled (en) (ou Devon Longwool)                                                       | Devon                                       | laine, viande                        | blanche                                    |               |            |       |                                                                | [ 10 ]  |
| Dorset Horn (en) (ou Dorset)                                                                     | Dorset                                      | viande                               | blanche                                    | 70 à 125 kg   |            |       | Race rare                                                      | [ 11 ]  |
| Dorset Down                                                                                      | Dorset                                      | viande                               | blanche et tête sombre                     |               |            |       | Race rare                                                      | [ 12 ]  |
| Exlana                                                                                           | Devon                                       | viande                               |                                            |               |            |       | Race perdant sa laine naturellement au printemps.              | [ 13 ]  |
| Exmoor Horn (en)                                                                                 | Exmoor, Devon                               | laine                                |                                            | 50 à 73 kg    | 65 à 77 cm |       |                                                                | [ 14 ]  |
| Greyface Dartmoor (ou Improved Dartmoor, Dartmoor)                                               | Dartmoor                                    | viande                               | blanche                                    | 60 kg         |            |       | Race rare                                                      | [ 15 ]  |
| Hampshire (ou Hampshire Down)                                                                    | Hampshire                                   | laine, viande                        | blanche et peau noire                      | 65 à 120 kg   |            |       |                                                                | [ 16 ]  |
| Herdwick                                                                                         | Lake District                               | laine, viande                        | grise                                      |               |            |       | Race lourdement touchée par la fièvre aphteuse de 2001         | [ 17 ]  |
| Leicester (ou Leicester Longwool, Bakewell Leicester, Dishley Leicester)                         | Leicestershire                              | laine, viande                        | blanche                                    | 100 à 150 kg  |            |       | Race rare                                                      | [ 18 ]  |
| Lincoln (ou Lincoln Longwool)                                                                    |                                             | laine                                | blanche                                    | 90 à 160 kg   |            |       | Race rare                                                      | [ 19 ]  |
| Lonk (en) (ou Improved Haslingden)                                                               | centre et sud des Pennines                  | laine, viande                        | blanche, tête et pattes blanches et noires |               |            |       |                                                                | [ 20 ]  |
| Masham                                                                                           | Yorkshire du Nord                           | laine, viande                        | blanche, tête et pattes blanches et noires | jusqu'à 60 kg |            |       |                                                                | [ 21 ]  |
| Norfolk Horn (en) (ou Blackface Norfolk Horned, Norfolk Horned, Old Norfolk, Old Norfolk Horned) | Norfolk                                     | viande                               | blanche, tête et pattes noires             | plus de 70 kg |            |       | Race rare, elle a failli disparaître au début des années 1970. | [ 22 ]  |
| Oxford Down (ou Oxford)                                                                          | Oxfordshire                                 | laine, viande                        | blanche, tête et pattes noires             | 90 à 140 kg   |            |       |                                                                | [ 23 ]  |
| Romney (en) (ou Romney Marsh)                                                                    |                                             | laine, viande                        |                                            | 85 à 110 kg   |            |       |                                                                | [ 24 ]  |
| Rough Fell                                                                                       | Yorkshire du Nord, Cumbria, Lancashire      | laine, viande                        | blanche, tête noire tachée de blanc        | 50 à 80 kg    |            |       |                                                                | [ 25 ]  |
| Ryeland (en)                                                                                     | Herefordshire                               | viande                               | crème à brune                              |               |            |       |                                                                | [ 26 ]  |
| Shropshire                                                                                       | Comté de Shropshire                         | laine, viande, entretien des milieux | blanche, tête et pattes noires             | 68 à 113 kg   |            |       |                                                                | [ 27 ]  |
| Southdown                                                                                        | Angleterre                                  | viande                               | blanche                                    |               |            |       |                                                                | [ 28 ]  |
| Suffolk                                                                                          | Comté de Suffolk                            | viande                               | blanche, tête et pattes noires             | 88 à 125 kg   | 74 à 80 cm |       |                                                                | [ 29 ]  |
| Swaledale                                                                                        | Swaledale                                   | laine, viande                        | blanche, tête et pattes blanches et noires |               |            |       |                                                                | [ 30 ]  |
| Teeswater                                                                                        | Yorkshire du Nord                           | laine, viande                        | blanche                                    | 90 à 140 kg   |            |       |                                                                | [ 31 ]  |
| Wensleydale                                                                                      | Yorkshire du Nord                           | laine, viande                        | blanche                                    | 110 à 140 kg  |            |       |                                                                | [ 32 ]  |
| Wiltshire Horn (en)                                                                              | Wiltshire                                   | viande                               | blanche                                    | 68 à 110 kg   |            |       |                                                                | [ 33 ]  |
| Whiteface Dartmoor (en)                                                                          | Dartmoor                                    | viande                               |                                            | 50 à 80 kg    |            |       | Race rare.                                                     | [ 34 ]  |
| Whitefaced Woodland (en) (ou Penistone, Woodland Whiteface, Woodlands Horned)                    | sud des Pennines                            | laine, viande                        | blanche                                    |               |            |       | Race rare.                                                     | [ 35 ]  |

## Écosse
| Nom                                                                                      | Région d'origine | Utilisations         | Toison                                            | Poids       | Taille | Image | Observations                                   | Sources |
| ---------------------------------------------------------------------------------------- | ---------------- | -------------------- | ------------------------------------------------- | ----------- | ------ | ----- | ---------------------------------------------- | ------- |
| Castlemilk Moorit (en) (ou Moorit Shetland, Milledge Sheep, Castlemilk Shetland)         | Dumfriesshire    | décorative pour parc | brune                                             |             |        |       | Race rare et vulnérable (120 brebis en 1989).  | [ 36 ]  |
| Cheviot                                                                                  | Monts Cheviot    | laine, viande        | blanche                                           | 50 à 90 kg  |        |       |                                                | [ 4 ]   |
| Hebridean                                                                                |                  | décorative pour parc | noire, brune                                      | 40 à 60 kg  |        |       |                                                | [ 37 ]  |
| North Country Cheviot (en)                                                               |                  | viande               | blanche                                           | 55 à 120 kg |        |       |                                                | [ 38 ]  |
| Scottish Blackface                                                                       |                  | viande               | blanche, tête noire parfois tachée de blanc       |             |        |       |                                                | [ 39 ]  |
| Scottish Dunface (en) (ou Old Scottish Short-wool, Scottish Whiteface, Scottish Tanface) |                  | laine                | diversifiée : blanche, noire, brune ; tête sombre |             |        |       | Race éteinte : disparue à la fin du 19e siècle | [ 40 ]  |

## Pays de Galles
| Nom                                                                                                 | Région d'origine           | Utilisations                        | Toison                                                                | Poids      | Taille | Image | Observations | Sources |
| --------------------------------------------------------------------------------------------------- | -------------------------- | ----------------------------------- | --------------------------------------------------------------------- | ---------- | ------ | ----- | --- | ------- |
| Badger Face Welsh Mountain (en) (ou Defaid Idloes, Badger Faced Welsh Mountain, Welsh Badger-faced) |                            | laine, viande                       |                                                                       | 45 à 55 kg |        |       | La race a deux variétés : le Torddu et le Torwen.                                                                              | [ 41 ]  |
| Balwen Welsh Mountain (en)                                                                          | Vallée de la rivière Towy  | viande                              | noire, "chaussettes" blanches aux pattes et liste blanche sur la tête |            |        |       | | [ 42 ]  |
| Beulah Speckled Face (en)                                                                           |                            | viande                              | blanche, la tête et les pattes sont blanches tachetées de noir        | 52 à 86 kg |        |       | | [ 43 ]  |
| Black Welsh Mountain (en) (ou Defaid Mynydd Duon)                                                   |                            | laine, viande, décorative pour parc | noire                                                                 |            |        |       | | [ 44 ]  |
| Brecknock Hill Cheviot (en) (ou Brecon Cheviot, Sennybridge Cheviot)                                |                            | viande                              |                                                                       | 20 à 45 kg |        |       | | [ 45 ]  |
| Easycare (en)                                                                                       | Anglesey                   | viande                              |                                                                       |            |        |       | | [ 46 ]  |
| Hill Radnor (en)                                                                                    | Powys                      |                                     |                                                                       |            |        |       | Race rare | [ 47 ]  |
| Kerry Hill (en) (ou Dafad Bryniau Ceri)                                                             | Powys                      | viande                              | blanche, la tête et les pattes sont blanches tachetées de noir        | 55 à 70 kg |        |       | | [ 48 ]  |
| Llanwenog sheep (en)                                                                                | Vallée de la rivière Teifi | viande                              | blanche, tête et pattes noires                                        | 55 à 90 kg |        |       | | [ 49 ]  |
| Lleyn                                                                                               | Llŷn                       | laine, viande                       | blanche                                                               |            |        |       | | [ 50 ]  |
| Welsh Mountain (en) (ou Defaid Mynydd Cymreig)                                                      |                            | laine, viande                       | blanche                                                               |            |        |       | | [ 51 ]  |
| Welsh Mule                                                                                          |                            |                                     |                                                                       |            |        |       | Croisement entre un bélier Bluefaced Leicester et une brebis Welsh Mountain, Beulah Speckled-face ou Welsh Hill Speckled-face. | [ 52 ]  |

## Petites îles britanniques
| Nom                                        | Région d'origine | Utilisations  | Toison                                     | Poids      | Taille | Image | Observations                                                   | Sources |
| ------------------------------------------ | ---------------- | ------------- | ------------------------------------------ | ---------- | ------ | ----- | -------------------------------------------------------------- | ------- |
| Mouton de Boreray (ou Hebridean Blackface) | Boreray          | laine         |                                            |            |        |       |                                                                | [ 53 ]  |
| Loaghtan (ou Manx Loaghtan, Loaghtyn)      | île de Man       | laine, viande | brun foncé                                 | 40 à 55 kg |        |       | Race rare. Ils peuvent avoir 2, 4 ou 6 cornes.                 | [ 54 ]  |
| North Ronaldsay                            | North Ronaldsay  | laine         | variable : blanche, grise, brune, beige... | 25 à 30 kg | 41 cm  |       | Race rare. Très tolérante au sel.                              | [ 55 ]  |
| Portland (en)                              | Île de Portland  | viande        | blanc crème                                |            |        |       | Race rare, elle a failli disparaître au début des années 1970. | [ 56 ]  |
| Shetland                                   | Shetland         | laine, viande | variable                                   | 34 à 57 kg |        |       |                                                                | [ 57 ]  |
| Mouton de Soay                             | île de Soay      | laine         | variable : noir à crème                    |            |        |       |                                                                | [ 58 ]  |